# Їндржихув Градець
Їндрихів Городець (чеськ. Jindřichův Hradec, Їнджіхув Градец; нім. Neuhaus, Нойгаус) — місто на півдні Чехії, муніципалітет з розширеними повноваженнями й адміністративний центр однойменного округу Південночеського краю.

## Історія

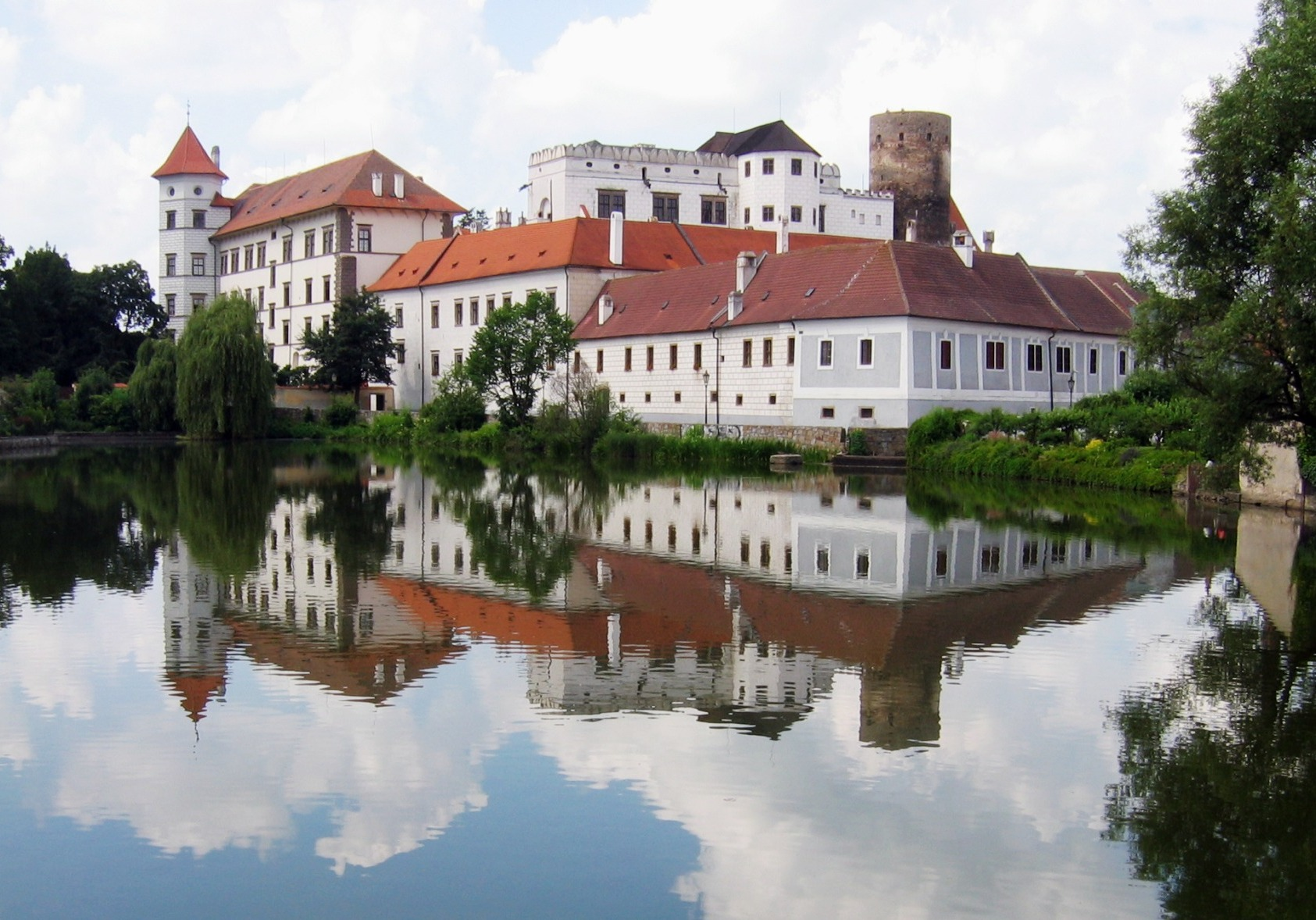
Замок Їндржихув-Градца.

У ранньому середньовіччі був слов'янським поселенням. В кінці XII століття Їндржих (Jindřich, Генріх), представник старшої гілки Вітковичів, будує на високому відрогу скелі над річкою Нежаркою (чеськ. Nežárka) замок в романському стилі (першою будівлею вважається циліндрична Чорна вежа заввишки 32 м, до неї примикає Готичний палац) і нарікає його Градець. Відтепер нащадки Їндржиха іменують себе панами з Градця (чеськ. Páni z Hradce). Вони разом зі своїми родичами з інших гілок мають таку могутність, що король Пржемисл Отакар II закладає Чеське Будейовіце, щоб послабити вплив Вітковичів у цьому регіоні.
Перша офіційна згадка про місто датується 1220 роком, коли до романської фортеці добудовують класичний замок в стилі ранньої готики. Хроніки латиною вели ченці, й тому місто найменувалося ними Nova Domus або, на німецький манер, Neuhaus.
Місто та неприступний замок успішно пережили гуситські війни (немає відомостей, чи намагалися взагалі гусити приступити до цієї фортеці, або пройшли стороною).
1483 року до герба Вітковичів — золотої троянди на блакитному тлі, додалися два золотих леви та буква «W» — особлива милість короля Владислава II. Цей герб і понині існує як міська емблема.
До 1604 року Вітковичі з Градця володіли містом і замком, потім володіння до 1693 року перейшли у спадок до сім'ї Славата. Місто займалося виробництвом і продажем текстилю. Вілем Славата з Хлуму та Кошумберка у 1628—1652 роках був канцлером Чехії та мав великий вплив. 1654 року, після Тридцятирічної війни, місто було другим у Чехії, після Праги, за кількістю будинків і мешканців.
Останніми сеньйорами міста були представники роду Чернін з Худеніц (чеськ. Černínové z Chudenic), яким місцевий замок належав до 1945 року. Замок поступово занепадав (насамперед після пожежі 1773 року), так як власники в ньому не мешкали. Від перетворення на руїни його врятувала тільки реставрація 1906—1923 років.

## Відомі люди
- Адам Вацлав Михна з Радовіц — чеський ранній бароковий композитор і поет.
- Марія Хоппе-Тайнітцерова (Marie Hoppe-Teinitzerová) — чеська художниця, засновниця майстерні з виробництва текстилю, створювала відомі килими за типом гобеленів, майстерня в Їндржихув-Градец після її смерті стала центром реставрації старовинних килимів.
- Ян Марек — чеський хокеїст, крайній нападник.
- Карел Поборський — чеський футболіст, крайній півзахисник.
- Йозеф Страка — чеський хокеїст, центральний нападник.